# Peter S. Kim

Peter S. Kim 2015

Peter S. Kim (* 1958 in Atlanta, Georgia) ist ein US-amerikanischer Biochemiker. Er ist vor allem für seine wegweisenden Arbeiten zur Proteinfaltung, zur Erkennung von Makromolekülen und zu Eiweißen der Virushülle bekannt. An der Stanford University ist er Professor für Biochemie.
Es gibt an der University of Sydney einen gleichnamigen Biomathematiker, der zum Beispiel zur Großmutter-Hypothese und zur Ausbreitung von Viren veröffentlicht.

## Leben
Kim erwarb 1979 an der Cornell University einen Bachelor in Chemie und 1985 bei Robert Lesh Baldwin an der Stanford University einen Ph.D. in Biochemie, Titel der Arbeit war Characterization of protein folding intermediates. Sein zusätzliches Medizinstudium schloss er nicht ab.
Ab 1985 arbeitete Kim am Whitehead Institute for Biomedical Research, 1990 erhielt er eine erste Professur (Assistant Professor, dann Associate Professor) am Massachusetts Institute of Technology, 1995 wurde er ordentlicher Professor für Biologie. Von 1990 bis 2001 forschte Kim zusätzlich für das Howard Hughes Medical Institute (HHMI), zu dessen medizinischem Beirat er seit 2016 gehört.
2001 ging Kim an die Merck Research Laboratories (die Abteilung für Forschung und Entwicklung von Merck & Co.) in North Wales (ein Vorort von Philadelphia, Pennsylvania), deren Leitung er 2003 übernahm.
2013 wechselte Kim an die Stanford University, wo er an der Medizinischen Fakultät eine Professur für Biochemie innehat. Sein Nachfolger bei Merck wurde Roger M. Perlmutter.
Kim ist verheiratet und hat drei Kinder.

## Wirken
Kim konnte mit Hilfe des Coiled-Coil-Modells wichtige Protein-Protein-Interaktionen aufklären, darunter die zwischen den beiden Onkogenen Fas und Jun. Weitere wegweisende Arbeiten beschrieben den Sprungfeder-artigen Mechanismus, mit dem Influenzaviren in Wirtszellen eindringen und der sich ähnlich bei HI-Viren findet. Jüngere Arbeiten Kims befassen sich mit Krebsimmuntherapie.
Bei Merck verantwortete er die Entwicklung des HPV-Impfstoffs Gardasil, von Impfstoffen gegen das Rotavirus (Rotateq) und gegen das Masernvirus bei Erwachsenen (Zostavax), sowie von neuartigen Medikamenten gegen Diabetes mellitus (Sitagliptin), HIV (Raltegravir) und Hepatitis C (Boceprevir).
Kim ist Autor von mehr als 130 wissenschaftlichen Veröffentlichungen und Inhaber von 17 Patenten.
Zu seinen Schülern zählen Brenda Schulman, Erin O’Shea und Jonathan Weissman.

## Auszeichnungen
1993 erhielt Kim den NAS Award in Molecular Biology der National Academy of Sciences, 1994 den Eli Lilly Award in Biological Chemistry der American Chemical Society, 1998 den Ho-Am-Preis für Naturwissenschaften der Samsung Foundation und 1999 den Hans Neurath Award der Protein Society. 2002 hielt Kim eine Harvey Lecture.
1997 wurde Peter S. Kim in die National Academy of Sciences gewählt, deren Beirat (Council) er von 2015 bis 2018 angehörte. Seit 1999 ist er Fellow der American Association for the Advancement of Science und 2008 wurde er in die American Academy of Arts and Sciences gewählt.